# Dzsódzsó Sindzsi
Dzsódzsó Sindzsi (Tokió, 1977. augusztus 28. –) japán korosztályos válogatott labdarúgó.

## Pályafutása

### Válogatottban
A japán U20-as válogatott tagjaként részt vett az 1997-es ifjúsági labdarúgó-világbajnokságon.